# Хек європейський
Хек європейський (Merluccius merluccius) — риба родини Хекових (Merluccidae). Поширений у Середземному, Північному морі і у східній частині Атлантики від Ісландії до Мавританії. У Чорному морі біля берегів Туреччини, Грузії, Болгарії. Нічний хижак, який протягом дня ховається на піщаних або мулистих ділянках абісалі, на глибинах від 30 до 400 м, іноді до 1000 м. Сягає довжини близько 140 см, вагою до 15 кг.
Молоді особини живляться ракоподібними, з віком переходять до живлення дрібними рибами і головоногими молюсками. Серед дорослих особин спостерігається канібалізм.